# Scot Gemmill
Scotland Gemmill (Paisley, 1971. január 2. –) skót válogatott labdarúgó, edző. Pályafutása során ausztrál és angol klubokban fordult meg. Édesapja, Archie Gemmill szintén skót válogatott labdarúgó volt.
A Skót labdarúgó-válogatott tagjaként részt vett az 1996-os labdarúgó-Európa-bajnokságon és az 1998-as labdarúgó-világbajnokságon.

## Sikerei, díjai
- Nottingham Forest
  - Angol harmadosztály bajnoka: 1997–1998